# John Lennon/Plastic Ono Band
John Lennon/Plastic Ono Band – pierwszy oficjalny solowy album studyjny Johna Lennona. Wydany w 1970 roku. Producentami byli John Lennon, Yoko Ono i Phil Spector.
W 2003 album został sklasyfikowany na 22. miejscu listy 500 albumów wszech czasów magazynu Rolling Stone.

## Historia powstania
Po tym jak zespół Lennona – The Beatles – rozpadł się w 1970 roku, artysta wraz z żoną udał się on do Los Angeles, by tam wspólnie uczestniczyć w psychoterapii, prowadzonej przez Arthura Janova. Po czterech miesiącach leczenia Lennon wreszcie uwolnił swoje problemy, jakie trapiły go od dzieciństwa (odejście ojca, oddanie go na wychowanie ciotce i w końcu śmierć matki) i zaczął ujawniać je poprzez swoją twórczość muzyczną.
Po powrocie do Anglii, we wrześniu, Lennon i Ono poprosili Phila Spectora o pomoc w pracach nad nowym albumem solowym Johna. Poza Spectorem w nagrywaniu uczestniczyli Ringo Starr (perkusja), Klaus Voormann (gitara basowa) oraz Billy Preston (instrumenty klawiszowe w utworze God). Sam Lennon zagrał wszystkie partie gitarowe oraz większość klawiszowych.
Emocje, jakie towarzyszyły artyście, gdy nagrywał płytę spowodowały, że muzyka na niej zawarta jest bardzo prosta, nagrana bez skomplikowanych aranżacji. Uczuć, jakie wtedy Lennon czuł można doznać słuchając utworu "Mother", gdzie większość partii wokalnych to głośny, wściekły krzyk. Miał to być pewien sposób na oczyszczenie się ze złych wspomnień, trapiących Johna.
Poza wspomnieniami rodzinnymi, na płycie znalazły się utwory o innej tematyce. Np. w piosence "Working Class Hero" Lennon opowiada o podziale społeczeństwa na klasy, jakiego doznał mieszkając za młodu w Liverpoolu. Utwory jak "Love" czy "God" to wspomnienie niedawnych wydarzeń związanych z zespołem The Beatles i jego wielką sławą. Lennon podkreśla swoją niezależność i jedność z Yoko, a także wypiera się komercji.
W roku 2000 wydano zremasterowaną i zremiksowaną wersję płyty, której powstawanie nadzorowała Yoko Ono. Do nowego wydania dodano dwa utwory ("Do the Oz" oraz "Power to the People").

## Reedycje
| Rok Wydania | Nośnik | Wytwórnia płytowa | Numer katalogowy |
| ----------- | ------ | ----------------- | ---------------- |
| 1970        | LP     | Apple             | 3372             |
| 1970        | CS     | Capitol           | 033724           |
| 1970        | LP     | Parlophone        | 46770            |
| 1971        | LP     | Apple             | 7124             |
| 1983        | LP     | Capitol           | SW-3372          |
| 1988        | CD     | Capitol           | C2-46770         |
| 1988        | CS     | Capitol           | C4-46770         |
| 1991        | CS     | Capitol           | 467704           |
| 2000        | CD     | Capitol           | 28740            |
| 2005        | CD     | Toshiba/EMI       | 53472            |

## Spis utworów
Wszystkie utwory autorstwa Johna Lennona.

### Strona pierwsza
| 1. | "Mother"             | 5:34  |
|    |                      |       |
| 2. | "Hold On"            | 1:52  |
|    |                      |       |
| 3. | "I Found Out"        | 3:37  |
|    |                      |       |
| 4. | "Working Class Hero" | 3:48  |
|    |                      |       |
| 5. | "Isolation"          | 2:51  |
|    |                      |       |
|    |                      | 17:42 |
|    |                      |       |

### Strona druga
| 1. | "Remember"        | 4:33  |
|    |                   |       |
| 2. | "Love"            | 3:21  |
|    |                   |       |
| 3. | "Well Well Well"  | 5:59  |
|    |                   |       |
| 4. | "Look at Me"      | 2:53  |
|    |                   |       |
| 5. | "God"             | 4:09  |
|    |                   |       |
| 6. | "My Mummy's Dead" | 0:49  |
|    |                   |       |
|    |                   | 21:44 |
|    |                   |       |
Do wersji CD dodano 2 utwory bonusowe:
| 1. | "Power to the People" | 3:22  |
|    |                       |       |
| 2. | "Do the Oz"           | 3:07  |
|    |                       |       |
|    |                       | 06:29 |
|    |                       |       |

## Twórcy
1. John Lennon: gitara, fortepian, instrumenty klawiszowe, śpiew
2. Klaus Voormann: gitara basowa, śpiew
3. Billy Preston: fortepian, instrumenty klawiszowe
4. Phil Spector: pianino
5. Ringo Starr: perkusja, instrumenty perkusyjne
6. Alan White: perkusja, instrumenty perkusyjne (w utworach bonusowych wersji CD)